# Jaroslav Vedral

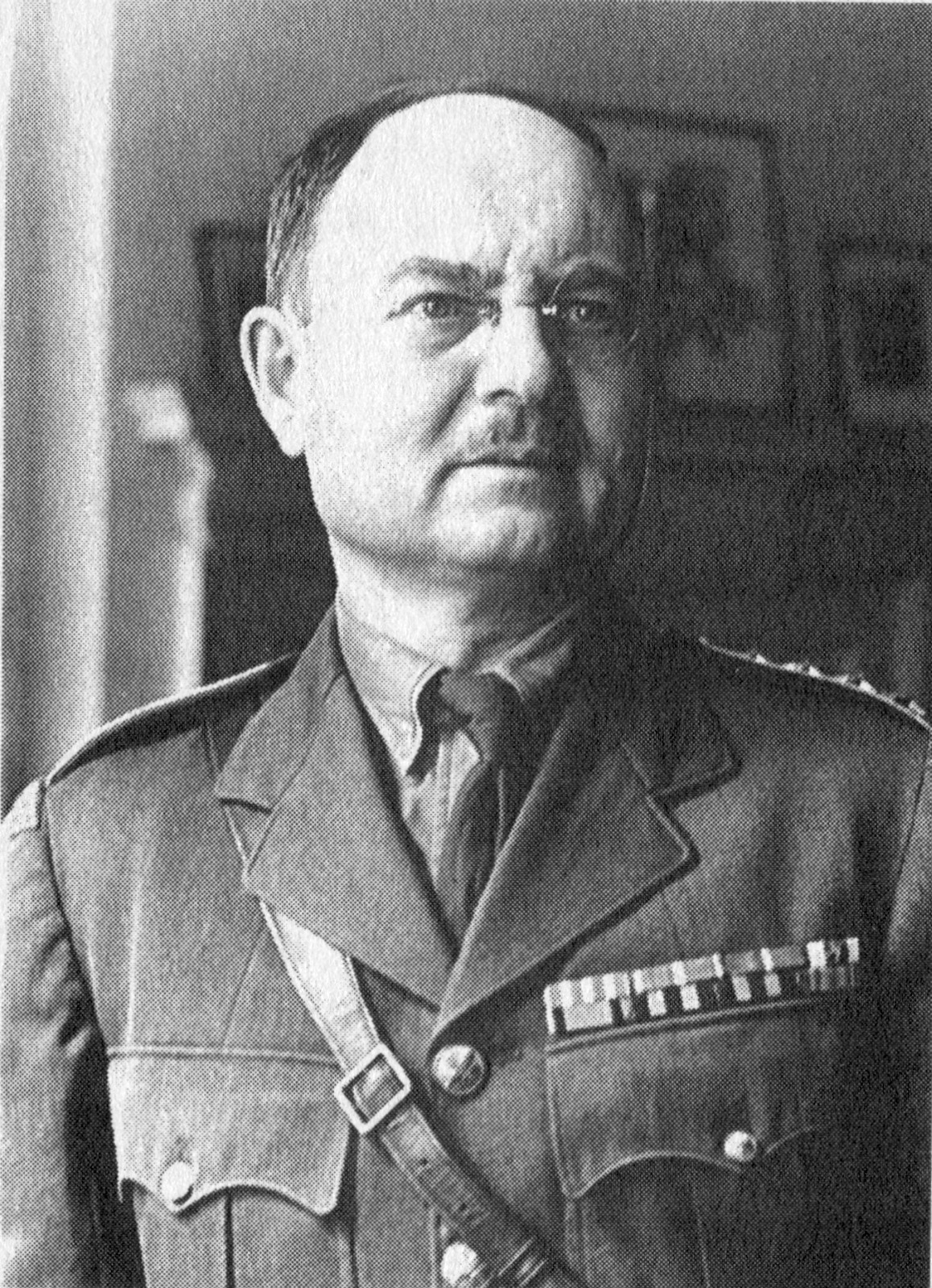
Jaroslav Vedral

Jaroslav Vedral  (* 17. November 1895 in Mělník nad Sázavou; † 6. Oktober 1944 in Vyšný Komárnik) war ein tschechoslowakischer Soldat, Legionär, General in der Tschechoslowakei und Persönlichkeit des Widerstandes 1939–1945 gegen den Nationalsozialismus.

## Leben
Nach dem Studium am Gymnasium in Kolín und einer Wirtschaftsschule in Chrudim, wo er das Abitur ablegte, wurde Vedral zu 36. Infanterieregiment in Liberec. Nach der Grundausbildung und einem Lehrgang für Infanterieoffiziere wurde er im Juli 1915 an die russische Front verlegt, wo er sich im September 1915 in russische Gefangenschaft begab. Im März 1916 meldete er sich in die Tschechoslowakischen Legionen und diente im Schützenregiment in Kiew, später in den Sümpfen bei Pinsk; im Juli 1917 nahm er an der Schlacht bei Zborów teil. Er wurde zum Hauptmann (Kapitän) befördert. Beim Rückzug aus der Ukraine nahm er an mehreren Schlachten sowohl gegen die deutsche wie auch gegen die bolschewistische Armee, welche die Tschechoslowakischen Legionen teilweise an ihrer Reise nach Wladiwostok hindern wollte, teil. Im April 1920 kehrte er in die Tschechoslowakei zurück. Er besuchte in Prag zwei Jahrgänge der Vysoká škola válečná (Kriegshochschule) in Prag, wurde zum Stabshauptmann (Stabskapitän) befördert und als Offizier des Generalstabs diente er in der 3. Infanteriedivision in Litoměřice, später in Spišská Nová Ves, und befehligte ein Bataillon in Sabinov. 1933/1934 lehrte er als Professor für allgemeine Taktik an der Kriegshochschule, er setzte die pädagogische Tätigkeit dann beim Verteidigungsministerium als Leiter der Schulungsabteilung des Generalstabs fort. Ab Januar 1937 war er Oberst der Generalstabs.
Nach der Besetzung des Landes durch die Wehrmacht nahm Vedral Tätigkeit in der Widerstandsgruppe Obrana národa auf: er sorgte für neue finanzielle Mittel, für Funkverbindung mit der Exilregierung in London und beaufsichtigte – zusammen mit Oberst Vilém Stanovský – die Emigration von Soldaten ins westliche Ausland. Nachdem auch Oberst Čeněk Kudláček emigrierte, übernahm er seine Stelle als Generalstabschef der Obrana národa. Als Ende 1939 und Anfang 1940 die ersten Verhaftungen erfolgten, flüchtete Vedral im Januar 1940 mit seiner Familie über Budapest und Belgrad nach Frankreich, wo er in der Militärverwaltung des Tschechoslowakischen Nationalausschusses in Paris arbeitete. Hier legte er sich den Decknamen Sázavský zu, den er bis zu seinem Tod verwendete. Nach der Besetzung Frankreichs ging er nach London, wo er in der Exilregierung in London im Verteidigungsministerium tätig war. In August 1944 ließ sich freiwillig zu den tschechoslowakischen Einheiten in der Sowjetunion versetzen, wo er den Befehl über die 1. tschechoslowakische selbständige Brigade in der UdSSR übertragen wurde. Gleichzeitig wurde er, zusammen mit Bohumil Boček und Karel Klapálek, mit den er zusammen nach Moskau aus London kam, zum Brigadegeneral befördert.
Mit der 1. Brigade begab sich Vedral umgehend an die Front und griff in die Kämpfe der Ostkarpatischen Operation im Bereich des Duklapasses ein. Am 6. Oktober 1944 wurde schließlich der Pass genommen und die an den schweren Kämpfen entscheidend beteiligte tschechoslowakische Armee erreichte die Vorkriegsstaatsgrenze. Bei dieser Gelegenheit ist der Stabswagen des Generals Vedral etwa 100 Meter hinter der Grenze auf eine Landmine aufgefahren, wobei alle Insassen, auch Vedral, getötet wurden. Er ist damit der einzige General der tschechoslowakischen Armee, der in direkten Kampfhandlungen gefallen ist.
Jaroslav Vedral wurde 1945 in den Rang des Divisionsgenerals in memoriam erhoben.

## Auszeichnungen
(Auswahl, einige in memoriam)
- Tschechoslowakisches Kriegskreuz 1914–1918
- Tschechoslowakisches Kriegskreuz 1939
- Tschechoslowakische Revolutionsmedaille
- Tschechoslowakische Siegesmedaille
- Russischer Orden des Heiligen Georg